# Les Trois Revenants

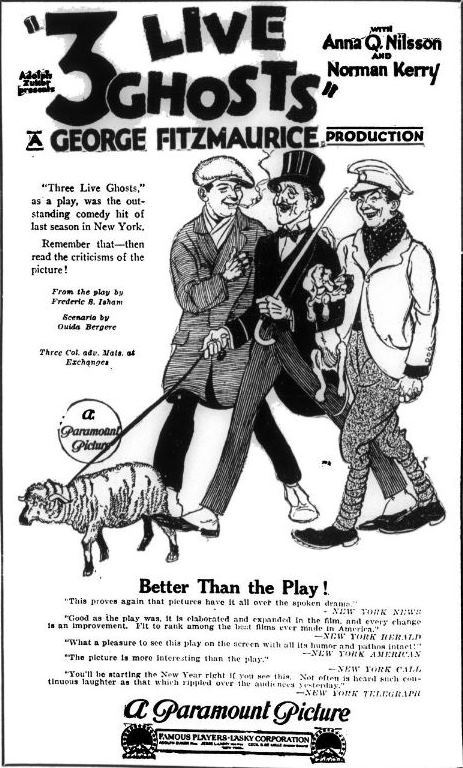
Annonce du film dans Variety.

Les Trois Revenants (Three Live Ghosts) est un film britannique réalisé par George Fitzmaurice et sorti en 1922. Alfred Hitchcock est crédité en tant que concepteur des titres. Le film était considéré comme perdu, mais une copie a été retrouvée dans les archives russes et montré au public en 2015, dans une version censurée par les soviétiques dans les années 1920.

## Synopsis
Trois vétérans de la guerre, dont un est amnésique, s'évadent d'un camp de prisonniers, reviennent à Londres après l'armistice, et se retrouvent inscrits sur la liste des soldats décédés.

## Fiche technique
- Titre : Les Trois Revenants
- Titre original : Three Live Ghosts
- Réalisation : George Fitzmaurice
- Scénario : Ouida Bergère, Margaret Turnbull d'après une pièce en 3 actes de Frederic S. Isham et Max Marcin[3]
- Photographie : Arthur C. Miller
- Titres : Alfred Hitchcock
- Genres : Comédie, mélodrame[2]
- Distributeur : Famous Players-Lasky British Producers
- Durée : 60 minutes (6 bobines)[4]
- Date de sortie : 1er janvier 1922

## Distribution
- Norman Kerry : Billy Foster
- Anna Q. Nilsson : Ivis
- Edmund Goulding : Jimmy Gubbins
- John Miltern : Peter Lame
- Cyril Chadwick : Spoofy
- Clare Greet : Mrs. Gubbins
- Dorothy Fane : The Duchess
- Annette Benson : Mrs. Woofers
- Wyndham Guise : Briggs